# Johannes Koder
Johannes Koder (* 26. Juli 1942 in Wien) ist ein österreichischer Byzantinist.

## Leben
Nach dem Studium der Byzantinistik, Arabistik und Gräzistik von 1960 bis 1965 wurde Koder 1965 an der Universität Wien bei Herbert Hunger promoviert und 1973 habilitiert. Nach einer Assistentur von 1963 bis 1977 in Wien wurde er dort 1977 außerordentlicher Professor. Von 1978 bis 1985 war er Professor für Byzantinistik an der Johannes Gutenberg-Universität Mainz. 1985 bis 2010 bekleidete er in Nachfolge von Herbert Hunger eine ordentliche Professur am Institut für Byzantinistik und Neogräzistik der Universität Wien. 2000 wurde er zum wirklichen Mitglied der Österreichischen Akademie der Wissenschaften ernannt.
2012 bis 2016 war er Präsident der Association Internationale des Études Byzantines, 1983 bis 1985 Prodekan des Fachbereichsrats des Fachbereichs Geschichte der Universität Mainz, 1979 bis 1985 Mitglied des Gemeinsamen Ausschusses der Fachbereiche 11–16 und 23 (ehem. Philosophische Fakultät) dieser Universität, 1981 bis 1985 Vorsitzender dieses Gremiums, 1983 bis 1985 Senator dieser Universität, weiters 1993–1997 und 1999–2003 Vorsitzender der österreichischen Bundeskonferenz der Professoren, 2007–2009 interimistischer Leiter des Österreichischen Archäologischen Instituts und 2008–2009 Grabungsleiter in Ephesos.

## Ehrungen und Auszeichnungen
- 1974: Kardinal-Innitzer-Förderungspreis für Geisteswissenschaften
- 1996: Kommandeur des Phönix-Ordens der Hellenischen Republik
- 2004: Großen Goldenen Ehrenzeichens für Verdienste um die Republik Österreich[1]
- 2006: Dr. h. c. der Universität Athen
- 2007: auswärtiges Mitglied der Akademie von Athen
- 2010: Österreichisches Ehrenkreuz für Wissenschaft und Kunst I. Klasse
- 2011: Dr. h. c. der Universität Ioannina
- 2012: Mitglied der Academia Europaea
- 2016: Dr. h.c. der Demokrit-Universität Thrakien

## Schriften (Auswahl)
- Negroponte. Untersuchungen zur Topographie und Siedlungsgeschichte der Insel Euboia während der Zeit der Venezianerherrschaft (= Veröffentlichungen der Kommission für die Tabula Imperii Byzantini. 1 = Österreichische Akademie der Wissenschaften. Philosophisch-Historische Klasse. Denkschriften. 664). Verlag der Österreichischen Akademie der Wissenschaften, Wien 1973, ISBN 3-7001-0020-5.
- mit Friedrich Hild: Hellas und Thessalia (= Tabula Imperii Byzantini 1 = Österreichische Akademie der Wissenschaften. Philosophisch-Historische Klasse. Denkschriften. 125). Verlag der Österreichischen Akademie der Wissenschaften, Wien 1976, ISBN 3-7001-0182-1
- Friedrich Rückert und Byzanz. Der Gedichtzyklus „Hellenis“ und seine byzantinischen Quellenvorlagen. Schweinfurt 1982, ISBN 3-922390-12-9
- Der Lebensraum der Byzantiner. Historisch-geographischer Abriß ihres mittelalterlichen Staates im östlichen Mittelmeerraum (= Byzantinische Geschichtsschreiber. Ergänzungsband. 1). Styria, Graz u. a. 1984, ISBN 3-222-10294-5 (Nachdruck mit bibliographischen Nachträgen. Fassbaender, Wien 2001, ISBN 3-900538-70-0.
  - In neugriechischer Sprache und Schrift: Το Βυζάντιο ως χώρος. Εισαγωγή στην ιστορική γεωγραφία της Ανατολικής Μεσογείου στη βυζαντινή εποχή. Übersetzt von Dionysios Ch. Stathakopulos. Βάνιας, Thessaloniki 2004, ISBN 960-288-124-0.
  - In serbischer Sprache und kyrillischer Schrift: Византијски свет. Увод у историјску географију источног Медитерана током византијске епохе. Übersetzt von Vlada Stanković. Утопија, Belgrad 2011, ISBN 978-86-85129-82-7.
  - In mazedonischer Sprache und kyrillischer Schrift: Византискиот животен простор. Историско-географски приказ на средновековната византиска држава во источниот Медитеран. Ars Studio, Skopje 2015.
- Das Eparchenbuch Leons des Weisen, Edition und Übersetzung. Verlag der Österreichischen Akademie der Wissenschaften, Wien 1991, ISBN 3-7001-1858-9
- unter Mitarbeit von Peter Soustal und Alice Koder: Aigaion Pelagos (Die nördliche Ägäis) (= Tabula Imperii Byzantini. 10 = Österreichische Akademie der Wissenschaften. Philosophisch-Historische Klasse. Denkschriften. 259). Verlag der Österreichischen Akademie der Wissenschaften, Wien 1998, ISBN 3-7001-2694-8.
- Romanos Melodos: Die Hymnen (= Bibliothek der griechischen Literatur. Bd. 62 und Bd. 64). Übersetzt und erläutert. 2 Halbbände. Hiersemann, Stuttgart 2005–2006, Halbbdand 1: ISBN 3-7772-0500-1, Halbband 2: ISBN 3-7772-0606-7.
- Die Byzantiner. Kultur und Alltag im Mittelalter. Böhlau, Wien u. a. 2016, ISBN 978-3-205-20308-7.
- Nomos Georgikos. Das byzantinische Landwirtschaftsgesetz. Überlegungen zur inhaltlichen und zeitlichen Einordnung. Deutsche Übersetzung (Wiener Byzantinistische Studien 32). Verlag der Österreichischen Akademie der Wissenschaften, Wien 2020, ISBN 978-3-7001-8695-3
- Die frommen Byzantiner und ihre bösen Nachbarn. Das 7. Jahrhundert (582–717) in der Chronographia des Theophanes Homologetes. Einleitung, Übersetzung, Kommentar, Verlag der Österreichischen Akademie der Wissenschaften, Wien 2022, ISBN 978-3-7001-9188-9.

## Festschriften
- Klaus Belke, Ewald Kislinger, Andreas Külzer, Maria A. Stassinopoulou (Hrsg.): Byzantina Mediterranea. Festschrift für Johannes Koder zum 65. Geburtstag. Böhlau, Wien u. a. 2007, ISBN 978-3-205-77608-6.
- Mihailo St. Popović, Johannes Preiser-Kapeller (Hrsg.): Junge Römer – Neue Griechen. Eine byzantinische Melange aus Wien. Beiträge von Absolventinnen und Absolventen des Instituts für Byzantinistik und Neogräzistik der Universität Wien, in Dankbarkeit gewidmet ihren Lehrern Wolfram Hörandner, Johannes Koder, Otto Kresten und Werner Seibt als Festgabe zum 65. Geburtstag. Wien (Phoibos Verlag) 2008, 275 S., ISBN 978-3-901232-95-4
- Andreas Külzer, Mihailo St. Popović (Hrsg.): Space, landscapes and settlements in Byzantium. Studies in historical geography of the Eastern Mediterreanean. Presented to Johannes Koder. Akademska knjiga. Novi Sad 2018, ISBN 978-86-6263-191-6.
- Mihailo St. Popović, Vratislav Zervan, Ralf C. Müller (Hrsg.): Der den Kordax tanzt: Hommage an Johannes Koder und seine Forschungen über Byzanz und den Balkan. Eudora, Leipzig 2024, ISBN 978-39-3853-387-1.